# Марія Карта
Марія Карта (італ. Maria Carta, 24 червня 1934, Сіліго, Сардинія, Італія — 22 вересня 1994, Рим) — італійська співачка, актриса.
Протягом своєї кар'єри співачки вона відслідковувала багато аспектів традиційної сардинської музики, зокрема cantu a chiterra, популярний репертуар Gosos, колискових пісень і традиційного релігійного співу (Григоріанський спів).

## Біографія
Народилася в Сіліго, маленькому містечку в провінції Сассарі, 24 червня 1934 року. У віці восьми років вона втратила батька через важку хворобу і була змушена, як і всі діти її соціального стану, щодня стикатися втома як вдома, так і на селі (?).
Близько 1960 року переїхала до Рима, де познайомилася зі сценаристом Сальваторе Лаурані, з яким пізніше одружився. Відвідуваоа Національний центр популярної музики під керівництвом Дієго Карпітелла в Національній академії святої Цецилії і в той же час йшла по шляху музичних та етнографічних досліджень з важливими постановками та співробітництвом. У 1971 році випустила два альбоми: «Sardegna canta і Paradiso in re», а тим часом часто відвідувала етномузиколога Ґавіно Ґабріеля.

## Дискографія
- 1971 — Sardegna canta (LP) (Tirsu, LIP 317)
- 1971 — Paradiso in Re (2 LP) (RCA, IL 00100-2; ristampa: TCL 1-1089)
- 1974 — Delirio. In s'amena campagna dilliriende (LP) (RCA, TPL 1-1002)
- 1974 — Ave Maria (LP) (RCA — TCL1-1090
- 1975 — Dies irae (LP) (RCA, TPL 1-1169)
- 1976 — Vi canto una storia assai vera (LP) (RCA Lineatre, TNL1 3502)
- 1976 — La voce e i canti di Maria Carta vol. 1 (LP) (RCA)
- 1976 — La voce e i canti di Maria Carta vol. 2 (LP) (RCA, NL 33095)
- 1978 — Umbras (LP) (Polydor, 2448 078)
- 1980 — Haidiridiridiridiridinni (LP) (Polydor, 2448 106)
- 1984 — Maria Carta concerto dal vivo (MC) (Tekno Records, TKR MR 0036)
- 1981 — Sonos 'e memoria (2 LP) (Chante du monde)
- 1984 — Sonos 'e memoria (2 LP) (Fonit Cetra, APL-2020-2-1; ristampa dell'album precedente)
- 1992 — Chelu e mare (CD) (Music Of The World, CD 12506)
- 1993 — Le memorie della musica (CD) (Bubble, CDBLU-1842)
- 1993 — Muttos ‘e amore (CD) (Joker, 674104-mus)
- 1993 — Trallallera (CD) (Joker)
- 2002 — Sardegna canta (CD) (Aedo)
- 2002 — I grandi successi (Maria Carta)|I grandi successi, (BMG Ricordi) 74321927372 (2) 2CD
- 2012 — Il Recital di Maria Carta e Amalia Rodriguez з Амалією Родрігіш[1] (album dal vivo) Registrazione del concerto svoltosi al Teatro Sistina di Roma il 20 novembre 1972 (Halidon/Luci di scena).
- 2014 — Nottes de incantu (CD) (Retro Gold) ASIN: B000BRP1J2

## Фільмографія
- Хрещений батько 2 (The Godfather Part II), режисер Francis Ford Coppola (1974)
- Сесілія - Історія анархістської комуни , режисер Жан-Луї Комоллі (1976)
- Ясновельможні трупи, режисер  Франческо Розі (1976)
- Вигнанник островів  , режисер Джорджіо Мозер (1980)
- Каморрист / Il Camorrista, режисер Джузеппе Торнаторе (1986)
- Disamistade, режисер Gianfranco Cabiddu (1988)

## Телебачення
- Il passatore, режисер П'єро Неллі (1977)
- Gesù di Nazareth (Ісус з Назарету) Мінісеріал, режисер Франко Дзефіреллі (1977)
- Il commissario Corso, режисер Джанні Лепре (1992)

## Джерело
- [Архівовано 7 квітня 2022 у Wayback Machine.]